# 대방광불화엄경소 권3〜4
대방광불화엄경소 권3〜4(大方廣佛華嚴經疏 卷三〜四)는 세종특별자치시 부강면에 있던 조선시대의 불경이다. 당의 실차난타가 번역한 「대방광불화엄경」 주본 80권에 대하여 정원이 해설한 것으로, 전체 120권 가운데 권3~4의 1책이 전래된 것이다. 
2007년 5월 11일 충청북도의 유형문화재 제200호로 지정되었다가, 세종특별자치시 출범에 따라 2012년 12월 31일 세종특별자치시의 유형문화재 제8호로 재지정되었고, 충청남도 공주시로 소유자 및 소재지가 변경됨에 따라 2015년 6월 10일 지정이 해제되었다.

## 개요
「대방광불화엄경소」는 당의 실차난타가 번역한 「대방광불화엄경」 주본 80권에 대하여 정원이 해설한 것으로, 전체 120권 가운데 권3~4의 1책이 전래된 것이다. 원래 고려 선종 4(1087)년에 송나라에서 보내온 목판이 원형이나, 조선 세종 5(1423)년에 해인사의 대장경판을 달라고 요구하는 일본에게 이듬해(1424)에 전해졌다. 간행기록이 없어 자세한 간행과 인출의 연대는 알 수 없으나 판각의 솜씨가 정교하고 인쇄가 선명하며 지질이 고박한 저지이다. 조선 세종 5(1423)년 이전에 인출된 것이 아닌가 한다. 「대방광불화엄경소」의 본문은 6행이며 매행마다 15자씩이다. 크기는 세로 33.2㎝, 가로 21.3㎝이다. 1판의 크기는 세로 21.3㎝, 가로 16.6㎝이다. 보존상태는 양호한 편이다.

## 같이 보기
- 대방광불화엄경

## 참고 자료
- 대방광불화엄경소 권3〜4 - 국가유산청 국가유산포털